# Yolanda Ordaz de la Cruz
Yolanda Ordaz de la Cruz (1963 – 26 de julio de 2011) fue una reportera de policiales que trabajó durante casi tres décadas en Notiver de México, el periódico de mayor circulación en Veracruz, México. Fue secuestrada el 24 de julio de 2011, y su cadáver fue encontrado decapitado dos días después en la ciudad portuaria vecina de Boca del Río. El crimen no ha sido resuelto, no se han producido detenciones y existen diferentes hipótesis. El fiscal general del estado de Veracruz, Reynaldo Escobar, dijo que la investigación estaba considerando la supuesta relación de algunos periodistas con el crimen organizado. Notiver vio esas declaraciones como una amenaza a los periodistas y vinculado el asesinato a la investigación de Ordaz por el asesinato de tres compañeros del mes anterior.

## Antecedentes
Yolanda Ordaz de la Cruz fue la cuarta periodista asesinada en Veracruz en 2011, en el contexto de la guerra contra el narcotráfico en México. El primero fue Noel López Olguín en marzo. El 20 de julio, el columnista de policiales de Notiver Miguel Ángel López Velasco, su esposa, y su hijo Miseal López Solana, que también trabaja en Notiver como fotógrafo de policiales, fueron asesinados en sus casas. En 2012, la violencia relacionada con el tráfico de drogas aumentó en Veracruz, incluyendo el asesinato de la periodista Proceso Regina Martínez, en abril, y en mayo el de los cuatro profesionales de los medios: Guillermo Luna Varela, que había sido colega de Ordaz, en Notiver.
El Estado de Veracruz se enfrenta a la delincuencia principalmente del Cártel de las drogas Los Zetas. Desde principios de 2010, se han producido infinidad de disparos y tiroteos que han estallado en la lucha territorial entre Los Zetas y el Cártel del Golfo.
Ordaz había sido una amiga cercana a la familia López, ya que ella y Miguel López habían trabajado juntos durante años. Apenas una semana antes de su muerte, Yolanda Ordaz había cuestionado al fiscal general Reynaldo Escobar, debido a la falta de resultados en la investigación sobre los asesinatos de sus colegas. En el momento de su propia muerte, estaba investigando la muerte de sus compañeros de trabajo.

## Asesinato
Yolanda Ordaz recibió varias cartas con amenazas de muerte, antes de ser asesinada. La periodista fue reportada como desaparecida, por sus familiares, la noche del sábado 23 de julio de 2011. Ella les había dicho que iba a cubrir una noticia, y nunca volvió a casa. El martes 26 de julio de 2011 se encontró su cuerpo decapitado, con huellas de tortura, y su cabeza fue encontrada detrás de las oficinas de la estación de noticias Imagen del Golfo, en Boca del Río. Hubo una nota escrita que decía

"Los amigos también pueden traicionarte. Atentamente, Carranza."

Juan Carlos Carranza, un exoficial de la policía de tránsito y, al parecer líder local de Los Zetas, había sido señalado, por el fiscal general, como el principal sospechoso del asesinato de la familia López Velasco.
El caso sigue abierto, y las motivaciones del crimen aún no están claros. El día después del asesinato, el fiscal general Reynaldo Escobar dijo que el asesinato de Ordaz era un ajuste de cuentas entre bandas del crimen, pero no presentó ninguna prueba. Publicaciones también visibilizaron similares alegatos. Notiver editorializó públicamente la renuncia de Escobar por esas declaraciones Pocos días después del crimen, fuerzas del ejército mexicano mató a dos presuntos miembros del cártel de drogas, y el fiscal dijo que uno de ellos tenía una identificación de Yolanda Ordaz. Además, fueron publicados anónimamente en Internet, un par de videos acusatorios, mencionando a Ordaz como mediadora de Los Zetas. Otros periodistas, que hablan anónimamente, le dijeron a McClatchy que López Ordaz podría haber estado pasando información a la inteligencia militar, y fue asesinada, por venganza, por bandas del crimen.

### Reacciones
Muchos reporteros del periódico Notiver pasaron a ocultarse, y a no mostrarse al trabajar, después de que tres de sus compañeros de trabajo fueron asesinados en los últimos dos meses.
El asesinato de Ordaz indignó a la comunidad de reporteros, y exigieron investigaciones exhaustivas de la muerte de su compañera, y así poder llevar a sus asesinos ante la justicia.
El director general de UNESCO Irina Bokova ha dicho:

"Este último caso más reciente, es una creciente tendencia mundial a la agresión de mujeres periodistas, lo que me preocupa profundamente. Es esencial que las autoridades investiguen el número alarmante de ataques contra periodistas en Veracruz y llevar a sus responsables ante la justicia."